# São João da Baliza
São João da Baliza este un oraș în Roraima (RR), Brazilia.